# Marcel Mahouvé
Marcel Mahouvé (ur. 16 stycznia 1973 w Duali), wzrost: 179 cm, waga: 74 kg, piłkarz, występował na pozycji pomocnika. Jest Kameruńczykiem, ale posiada także obywatelstwo francuskie.

## Życiorys
Jego pierwszym klubem był Tonnerre Jaunde. W 1991 roku zajął z tym klubem piąte miejsce, a w 1993 czwarte. Rok później przeszedł do Dynamo Duala. Przez następne dwa lata występował w indonezyjskim Persisam Putra Samarinda, gdzie wypatrzyli go skauci Montpellier HSC. Pierwszy mecz w tym klubie rozegrał przeciwko LB Châteauroux, a jego całkowity dorobek w barwach Montpellier to 100 meczów i 7 bramek. 79 w Ligue 1, 2 w Pucharze Francji, 7 w Pucharze Ligi, 8 w Pucharze Intertoto i 4 w UEFA. W lidze strzelił 5 bramek, oraz po jednej w Pucharze Ligi i Intertoto. W sezonie 2000/2001 wywalczył awans do Ligue 1. Przez pewien czas grał razem ze swoimi rodakami: Billem Tchato, Thierrym Gathuessi, oraz Valérym Mézague. Mahouvé grał z Montpellier w wygranym finale Pucharu UEFA, przeciwko HSV. W sezonie 2002/2003 przeniósł się do Clermont Foot i rozegrał 25 meczów, zdobywając 1 bramkę (14. miejsce w lidze). Kolejnym jego klubem był fiński Inter Turku. Później przeniósł się na rok do szkockiego Hamilton Academical, a następnie grał w 1. FC Saarbrücken. Do Niemiec trafił z wolnego transferu, z kartą zawodniczą w ręku. W 2007 roku grał w Reunionie, w klubie Capricorne Saint-Pierre, a w 2008 roku przeszedł do indonezyjskiej Persity Tangerang. W 2009 roku zakończył karierę.
W reprezentacji Kamerunu rozegrał 38 meczów. Ma za sobą udział w Mistrzostwach Świata w 1998 roku, podczas których zaliczył tylko jeden mecz w barwach "Nieposkromionych Lwów", z Chile. Mecz ten zakończył się remisem 1:1.
| Sezon   | Klub                     | Kraj      | Flaga     | Rozgrywki         | Mecze | Bramki |
| ------- | ------------------------ | --------- | --------- | ----------------- | ----- | ------ |
| 1991    | Tonnerre Jaunde          | Kamerun   | Kamerun   | Première Division | ?     | ?      |
| 1992    | Tonnerre Jaunde          | Kamerun   | Kamerun   | Première Division | ?     | ?      |
| 1993    | Tonnerre Jaunde          | Kamerun   | Kamerun   | Première Division | ?     | ?      |
| 1994    | Tonnerre Jaunde          | Kamerun   | Kamerun   | Première Division | ?     | ?      |
| 1995    | Dynamo Duala             | Kamerun   | Kamerun   | Première Division | ?     | ?      |
| 1996    | Persisam Putra Samarinda | Indonezja | Indonezja | Super League      | ?     | ?      |
| 1997    | Persisam Putra Samarinda | Indonezja | Indonezja | Super League      | ?     | ?      |
| 1997/98 | Montpellier HSC          | Francja   | Francja   | Ligue 2           | 21    | 2      |
| 1998/99 | Montpellier HSC          | Francja   | Francja   | Ligue 2           | 25    | 0      |
| 1999/00 | Montpellier HSC          | Francja   | Francja   | Ligue 2           | 20    | 2      |
| 2000/01 | Montpellier HSC          | Francja   | Francja   | Ligue 2           | 16    | 1      |
| 2001/02 | Montpellier HSC          | Francja   | Francja   | Ligue 1           | 0     | 0      |
| 2002/03 | Clermont Foot            | Francja   | Francja   | Ligue 2           | 25    | 1      |
| 2004    | Inter Turku              | Finlandia | Finlandia | Veikkausliiga     | 26    | 0      |
| 2004/05 | Hamilton Academical      | Szkocja   | Szkocja   | First Division    | 12    | 0      |
| 2005/06 | 1. FC Saarbrücken        | Niemcy    | Niemcy    | 2. Bundesliga     | 8     | 0      |
| 2006/07 | 1. FC Saarbrücken        | Niemcy    | Niemcy    | 2. Bundesliga     | 1     | 0      |
| 2007    | Capricorne Saint-Pierre  | Reunion   | Reunion   | I. liga           | ?     | ?      |
| 2008/09 | Persita Tangerang        | Indonezja | Indonezja | Premier League    | ?     | ?      |